# Jon Snersrud
Jon Snersrud (n. 1 octombrie 1902, Comuna Flå, Buskerud, Norvegia – d. 10 august 1986, Tinn, Telemark, Norvegia) a fost un sportiv ce a reprezentat Norvegia, medaliat olimpic. A participat la o ediție a Jocurilor Olimpice (1928) în care a câștigat o medalie de bronz.

## Participări
Lista de mai jos prezintă principalele competiții la care a participat Jon Snersrud de-a lungul carierei.
- Olympische Winterspiele 1928/Nordische Kombination[*]